# 춥다
〈춥다〉는 에픽하이가 2012년 10월 9일에 공개한 디지털 싱글로, 10월 19일에 발매될 그들의 7집 99의 선 공개곡이자 이 음반의 4번 트랙이다. 에픽하이가 Epilogue 발매 후에 거의 3년 만에 발매하는 이 곡은 같은 YG 엔터테인먼트 소속인 이하이가 보컬 피처링으로 참여했다. 이 곡은 발매되자마자 대한민국의 각종 음원 차트에서 1위를 달성했다.

## 차트

### 노래 차트
| 〈춥다〉 | 1 | 1 |